# Evening
Evening es una película de 2007 dirigida por Lajos Koltai. El guion fue escrito por Susan Minot (autora) y Michael Cunningham, basado en la novela del mismo nombre de 1998.

## Sinopsis
Una mujer a punto de morir de enfisema pulmonar recuerda el momento de su juventud en el que conoció al amor de su vida. Mientras, sus hijas se enfrentan a la inminente muerte de su madre, pero también a sus propias inquietudes.

## Elenco
Década de 1950
- Claire Danes ..... Ann Grant
- Mamie Gummer ..... Lila Wittenborn
- Patrick Wilson ..... Harris Arden
- Hugh Dancy ..... Buddy Wittenborn
- Glenn Close ..... Mrs. Wittenborn
- Barry Bostwick ..... Mr. Wittenborn

Presente
- Vanessa Redgrave ..... Ann Grant Lord
- Toni Collette ..... Nina Mars
- Natasha Richardson † ..... Constance Haverford
- Meryl Streep ..... Lila Wittenborn Ross
- Ebon Moss-Bachrach..... Luc
- David Call....Pip
- Eileen Atkins ..... Mrs. Brown, la enfermera
- Kara F. Doherty...Chloe